# Дельта-відношення (медицина)
У нефрології дельта-відношення, або «дельта-дельта» (позначається Δ/Δ), — це формула, яку можна використовувати для оцінки наявності змішаного кислотно-основного розладу (метаболічного ацидозу), і якщо він є, для оцінки його тяжкості. Спочатку розраховується аніонний інтервал (АІ) без калію, і якщо присутній метаболічний ацидоз, може бути визначений метаболічний ацидоз з високим аніонним інтервалом (HAGMA) або ацидоз з нормальним аніонним інтервалом (NAGMA). Низький аніонний інтервал зазвичай є винятком вимірювання, а не клінічною проблемою.

## Рівняння
Рівняння для розрахунку дельта-відношення має вигляд
Δ/Δ = ΔАІ / Δ[HCO3-]] = (виміряний АІ — нормальний АІ) / (нормальний [HCO3-] — виміряний [HCO3-])) = (АІ — 12) / (24 — [HCO3-])
де АІ = [Na+] — ([Cl-] + [HCO3-]).
Дельта-відношення відображає або збільшення аніонного інтервалу, або зменшення концентрації бікарбонату (HCO3-).

## Результати
Дельта-відношення дає один із чотирьох результатів:
1. <0,4 — чистий NAGMA
2. 0,4–0,8 — змішаний NAGMA + HAGMA
3. 0,8–2,0 — чистий HAGMA
4. >2,0 — змішаний HAGMA + метаболічний алкалоз

Результати 2 та 4 — у пацієнтів із змішаними кислотно-основними порушеннями.
Результати 1 та 4, з математичної точки зору є винятками:
Результат 1: якщо є ацидоз з нормальним АІ, частина рівняння (АІ — 12) буде близькою до нуля, дельта-відношення буде близьким до нуля, і змішаного кислотно-основного порушення немає. Розрахунки можуть на цьому зупинитися. Ацидоз з нормальним АІ (NAGMA) більше пов'язаний зі зміною [Cl-] або [HCO3-]. Отже, АІ не змінюється; але для підтримки електричної рівноваги, якщо [Cl-] зростає, [HCO3-] має знизитися. Отже, гіперхлоремія завжди викликає метаболічний ацидоз, оскільки [HCO3-] має падати; або, якщо [HCO3-] підвищується, [Cl-] має впасти.
Результати 2–4 стосуються HAGMA (метаболічний ацидоз з високим АІ), який зазвичай виникає через збільшення кількості аніонів. Отже, у рівнянні: {\displaystyle {\text{AI}}=[{\ce {Na+}}]-{\Bigl (}[{\ce {Cl-}}]+[{\ce {HCO3-}}]+[{\ce {A-}}]{\Bigr )}}[A-] є причиною високого АІ. «КУЛТ», мабуть, найпростіша мнемоніка для запам'ятовування причин: кетони, уремія, лактат, токсини). Токсини є рідкісною причиною метаболічного ацидозу з високим АІ. Метформін як чисто токсикологічна причина зустрічається надзвичайно рідко.
Результат 4: якщо результат дельта-відношення перевищує 2 при метаболічному ацидозі з високим АІ, це зазвичай пов'язано з тим, що рівень бікарбонату був вищий за норму. Це зустрічається у людей із хронічним респіраторним ацидозом, спричиненим хронічним захворюванням легень, таким як хронічне обструктивне захворювання легень (ХОЗЛ), які не можуть видихати надлишок вуглекислого газу через погану функцію легень та утримують бікарбонат, щоб протидіяти ацидозу, спричиненому затримкою вуглекислого газу. Або ж це може бути спричинено супутнім метаболічним алкалозом, як при як блюванні, що спричиняє втрату кислоти і, отже, алкалоз, або застосування сечогінних засобів із втратою [Cl-] та компенсаторне утримання бікарбонату для підтримки електронейтральності плазми.
Математично це відображається у високому АІ, але оскільки рівень бікарбонату спочатку був високим, здається, що він знизився лише на невелику кількість. Коли це трапляється, чисельник великий, знаменник малий, і результатом є високе дельта-відношення (>2). Це означає наявність комбінованого метаболічного ацидозу з високим АІ та попередньо існуючого респіраторного ацидозу або метаболічного алкалозу (що спричиняє високий рівень бікарбонату) — тобто змішаного кислотно-основного метаболічного ацидозу.
Результат 3: якщо існує чистий HAGMA, очікується, що вміст бікарбонату зменшуватиметься зі швидкістю, подібною до збільшення АІ, оскільки одна молекула кислоти з'єднується з однією молекулою бікарбонатного буфера. Отже, наведене вище рівняння має бути збалансованим, оскільки зсув AІ від норми (12) подібний до зміни вмісту бікарбонату від норми (24). Математично, якщо зміна чисельника подібна до зміни знаменника, то дельта-відношення буде близьким до 1. Оскільки аніони не здатні дифундувати з кровотоку, тоді як бікарбонат та іони водню дифундують легко (як  вугільна кислота), звичайний результат буде ближчим до дельта-відношення від 1 до 2. Лактатацидоз зазвичай спричиняє відношення 1,6.
Результат 2: якщо значення дельта-відношення знаходиться десь між низьким (<0,4) та високим (1–2), то це зазвичай пов'язано з поєднанням метаболічного ацидозу з високим АІ та ацидозом з нормальним АІ. Наприклад, людина з холерою може мати ацидоз з нормальним АІ через діарею, але коли прогресує зневоднення та лактатацидоз від шоку, розвивається метаболічний ацидоз з високим АІ — тобто змішаний кислотно-основний розлад.